# Christian Luyindama
Christian Luyindama Nekadio, né le 8 janvier 1994 à Kinshasa, est un footballeur international congolais (RDC). Il joue au poste de défenseur central.

## Biographie

### En club

#### En RD Congo
Avec l'équipe de Sanga Balende, il participe à la Ligue des champions d'Afrique en 2015. Lors de la compétition, il inscrit un but contre le club angolais de Libolo.
En 2015, il rejoint le Tout Puissant Mazembe et son entraîneur le positionne comme attaquant. Il marque des buts et exalte sa forme physique.

#### Standard de Liège
Le 31 janvier 2017, il signe au Standard de Liège en prêt avec option d'achat. Il marque son premier but le 28 avril 2017 contre le Royale Union Saint-Gilloise sur un corner à la 29e minute de jeu. Il est élu homme du match grâce à de nombreuses interventions défensives.
Il signe définitivement avec le Standard de Liège le 18 mai 2017 pour un montant estimé à 500 000 euros. Le 28 janvier 2018, il marque un doublé en championnat contre le Royal Sporting Club Anderlecht grâce notamment à un très beau retourné acrobatique en première période. Il remporte le trophée du meilleur joueur congolais 2018.

#### Galatasaray avec prêts
Le 31 janvier 2019, il rejoint l'équipe de Galatasaray en prêt avec option d'achat. Le 29 juillet 2019, Galatasaray annonce que l'option d'achat du défenseur est levé. 
Le 30 janvier 2022, Galatasaray le prête au club saoudien d'Al-Taawoun jusqu'au 30 juin. Il fait ensuite l'objet d'un nouveau prêt à Antalyaspor avec un retour dans le championnat turc pour la saison 2022-2023. Cependant, il ne participe qu'à cinq matches en octobre et novembre 2022 avec le club d'Antalya puis ne joue plus, rentre à Galatasaray et se retrouve par la suite sans club à partir du 1er janvier 2024.

### En équipe nationale
Avec la sélection congolaise, il participe à la Coupe d'Afrique des nations junior 2013 organisée en Algérie.
Il joue son premier match avec son pays le 5 janvier 2017 dans un match amical contre le Cameroun qui se termine sur une défaite à 2-0.
Il est sélectionné pour la première fois en A lors du match contre la Guinée le 13 novembre 2016 et fait partie de la présélection pour la Can 2017 mais il n'est pas retenu.

## Palmarès
Standard de Liège :
- Coupe de Belgique
  - Vainqueur :  2018

 Tout Puissant Mazembe :
- Coupe de la confédération 2016
- Supercoupe de la CAF : Vainqueur 2016

 Galatasaray SK :
- Championnat de Turquie en 2019.
- Coupe de Turquie en 2019.